# Armeria langei
Armeria langei é uma espécie de planta com flor pertencente à família Plumbaginaceae. 
A autoridade científica da espécie é Boiss., tendo sido publicada em Videnskabelige Meddelelser fra Dansk Naturhistorisk Forening i Kjøbenhavn 1861: 59. 1861.

## Portugal
Trata-se de uma espécie presente no território português, nomeadamente os seguintes táxones infraespecíficos:
- Armeria langei subsp. daveaui - presente em Portugal Continental. Em termos de naturalidade é endémica da Península Ibérica. Não se encontra protegida por legislação portuguesa ou da Comunidade Europeia.
- Armeria langei subsp. langei - presente em Portugal Continental. Em termos de naturalidade é endémica da Península Ibérica. Não se encontra protegida por legislação portuguesa ou da Comunidade Europeia.